# Fidschi-Pfund
Das Fidschi-Pfund (englisch Fijian  pound) war von 1873 bis zur Umstellung auf den Fidschi-Dollar im Jahr 1969 die gültige Landeswährung in Fidschi. Wie das britische Pfund war das Fidschi-Pfund in 20 Shilling zu je 12 Pence unterteilt.

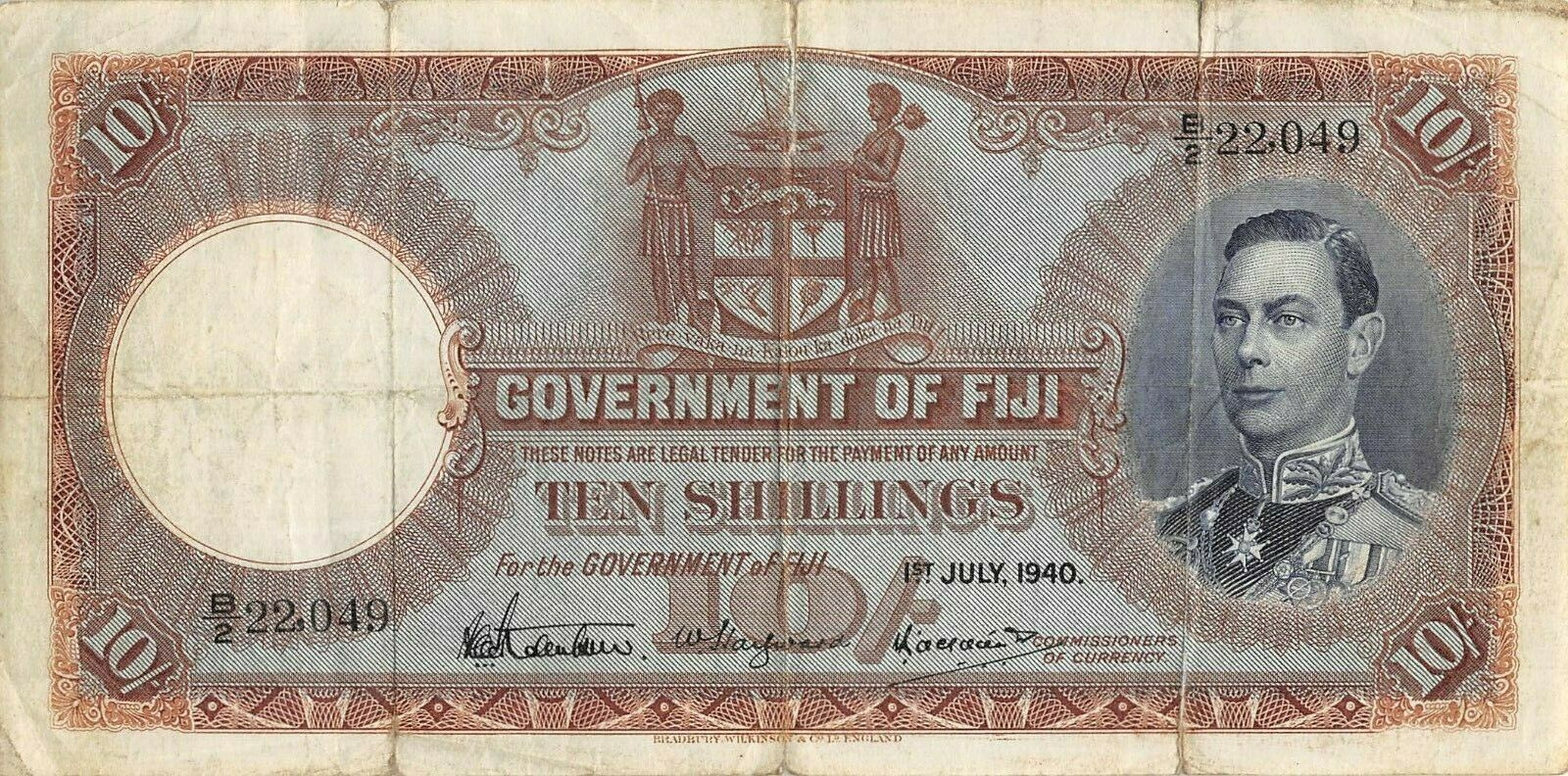
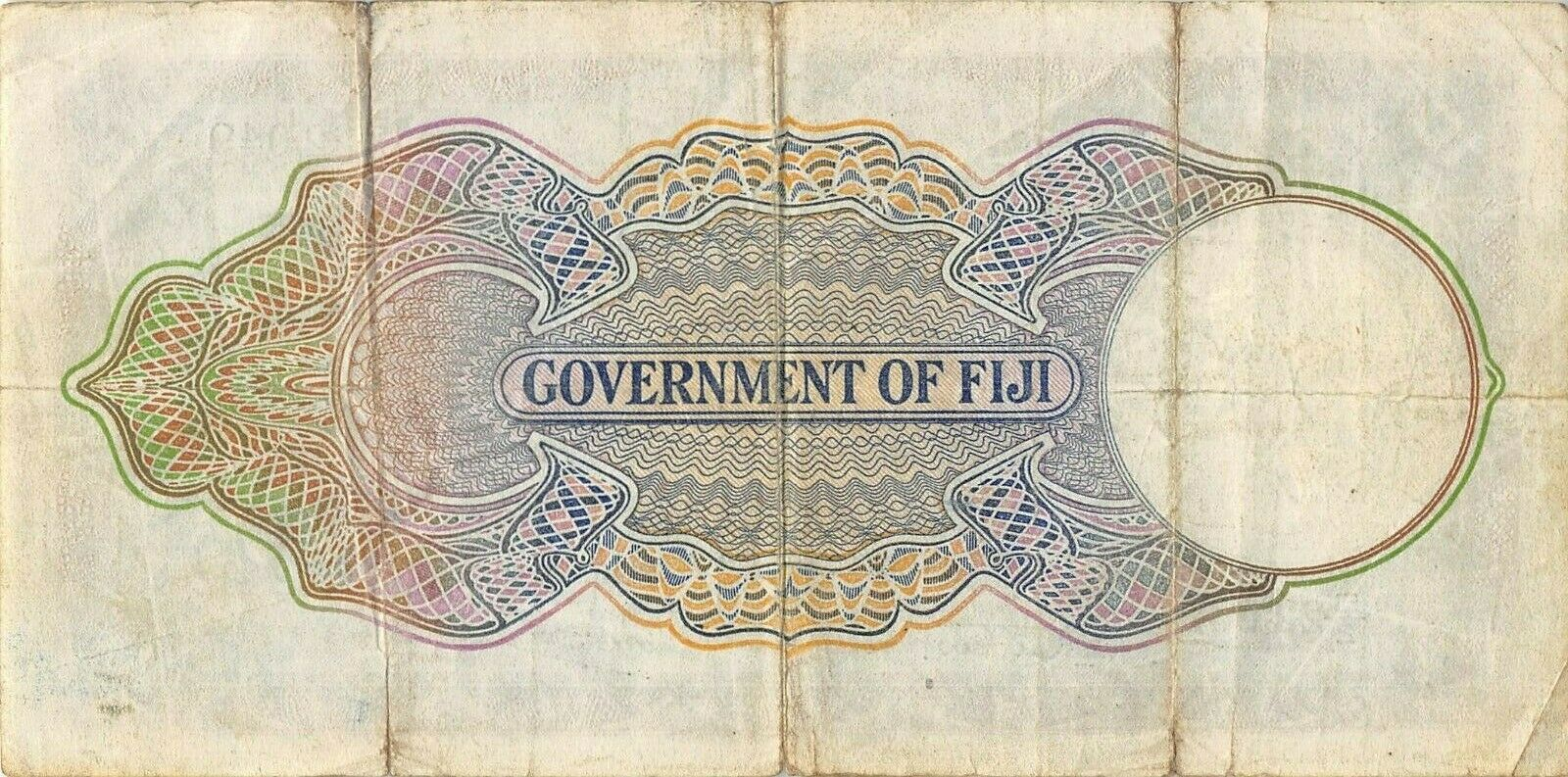